# 영덕초등학교
영덕초등학교는 대한민국 경기도 수원시 영통구 영통동에 있는 공립 초등학교이다.

## 연혁
- 1997년 1월 14일 영덕초등학교 설립 인가
- 1997년 10월 29일 초대 박일수 교장 취임
- 1997년 12월 1일 개교 (6학급 편성)
- 1997년 12월 29일 병설유치원 설립 인가
- 1998년 2월 9일 10학급 편성(417명)
- 1998년 2월 17일 제1회 졸업식(4명)
- 1998년 3월 1일 18학급 편성(737명)
- 1998년 4월 13일 학교 조경 공사 완료
- 1998년 5월 18일 유치원 놀이장 완공
- 1998년 06년 05일 덤 웨이터 완공(시운전 실시)
- 1998년 6월 30일 4-5층 증축 공사완공
- 1998년 8월 30일 급식소 창고 1동 준공
- 1999년 2월 17일 제2회 졸업식(191명/누계195명)
- 1999년 3월 1일 32학급 편성
- 1999년 3월 27일 운동장 야외 벤치 설치(12개)
- 1999년 9월 15일 야외 간이교실(인조목) 118.56m2 설치
- 2000년 2월 17일 제3회 졸업식(233명/누계428명)
- 2000년 3월 1일 34학급편성 (1,542명)
- 2000년 9월 5일 옥외 급수대 차양막 설치(동편, 서편)
- 2000년 12월 31일 교실 증축(8실/58실)
- 2001년 2월 16일 제4회 졸업식(256명/누계 684명)
- 2001년 3월 1일 2001학년도 시업식 (36학급)
- 2001년 8월 4일 운동장 차양막 설치
- 2001년 9월 1일 제2대 박현재 교장 부임
- 2006년 2월 17일 제9회 졸업식(258명/누계 2024명)
- 2006년 3월 1일 32학급 편성(유치원 1학급 포함)
- 2006년 12월 20일 5층 컴퓨터실 시설 확충
- 2007년 2월 14일 제10회 졸업식(276명/누계 2,300명)
- 2007년 6월 14일 원어민 영어 협동 수업 공개
- 2016년 2월 5일 졸업식 199명, 누계 4220명
- 2016년 3월 2일 입학식. 32학급 편성(유치원1학급 별도)
- 2016년 8월 11일 교내 주출입로 및 교사주변 보도블럭 교체
- 2017년 2월 8일 제20회 졸업식 (172명 / 4392명 졸업)
- 2017년 2월 24일 LED전광판 설치
- 2017년 3월 2일 32학급 편성 (병설유치원 1학급 편성)
- 2023년 신관 개교